# リシャール (ブルゴーニュ公)

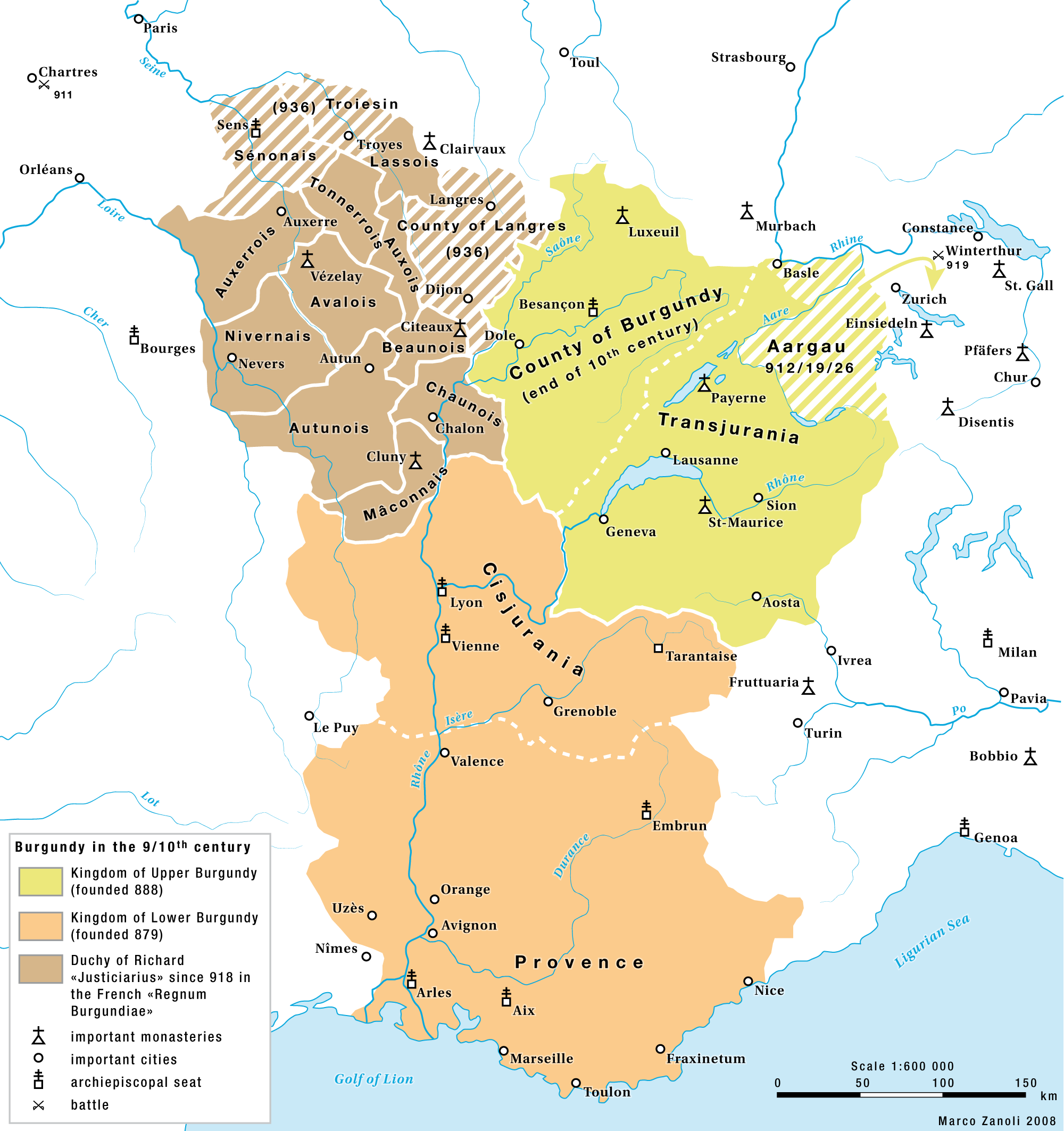
ブルゴーニュ公リシャールの領土（茶色の部分）

ブルゴーニュ公リシャール（Richard de Bourgogne, 858年 - 921年）は、最初のブルゴーニュ公（在位：898年 - 921年）、オセール伯。ロタリンギアの伯であるゴルズのビヴィンとボソン家出身のリシルドとの息子。兄はプロヴァンス王ボソ、姉リシルドは西フランク王シャルル2世の二番目の妃となった。正義公（le Justicier）といわれる。
フランク王ルートヴィヒ1世およびその子西フランク王シャルル2世に仕え、880年にシャルルは義弟にあたるリシャールをブルゴーニュ侯とした（のち公爵）。のちにプロヴァンス王として独立した兄ボソと異なり、リシャールは終始カロリング王家を支持し続けた。リシャールはブルゴーニュ内の全司教区を支配しようとし、894年にはシャロン伯マナセ1世と謀ってラングル司教テウドバルド2世の眼をくりぬき、サンス大司教ゴーティエを幽閉した。これによりリシャールとマナセ1世は教皇フォルモススにより破門された。

## 子女
ヴェルフ家オセール伯コンラート2世の娘アデライードと結婚。アデライードの兄はブルグント王ルドルフ1世である。
- ラウール（890年頃 - 936年） - ブルゴーニュ公、のち、西フランク王
- ユーグ（891年 - 952年） - ブルゴーニュ公
- ボソ1世（7世）（895年 - 935年） - トスカーナ辺境伯ボソの娘ベルタと結婚
- エルマンガルド - ジルベール・ド・シャロンと結婚（のちブルゴーニュ公継承）
- アデライード - エノー伯レニエ2世と結婚